# Fenomenologia della vita
La fenomenologia della vita o fenomenologia materiale è una parte della Fenomenologia sviluppata dal filosofo francese Michel Henry a partire dalla sua opera fondamentale su L'Essenza della manifestazione e che studia la vita soggettiva dell'individuo colta nella sua realtà patetica e affettiva come impressione pura.

## Definizione fenomenologica della vita
Michel Henry definisce la vita da un punto di vista fenomenologico come ciò che possiede la facoltà e il potere « di sentirsi e di provare se stessi in ogni punto del proprio essere ». Per lui la vita appartiene essenzialmente all'ordine della forza soggettiva e dell'affettività, essa consiste in una pura esperienza soggettiva di sé che oscilla permanentemente tra la sofferenza e la gioia · . Una « forza soggettiva » non è una forza impersonale, cieca e insensibile come lo sono le forze oggettive che si incontrano nella natura, ma una forza vivente e sensibile, provata dall'interno e risultante da un desiderio soggettivo e da uno sforzo soggettivo della volontà volto a soddisfarlo · . A partire da questo approccio fenomenologico della vita, nel suo libro Incarnation, une philosophie de la chair Michel Henry stabilisce una opposizione radicale tra la carne vivente, dotata di sensibilità, e il corpo materiale, che è per principio insensibile.
Il termine « fenomenologico » fa riferimento alla fenomenologia, che è la scienza del fenomeno e un metodo filosofico di studio dei fenomeni così come essi si manifestano e così come appaiono. Quella che Michel Henry chiama la « vita fenomenologica assoluta » è la vita soggettiva degli individui, la sua pura manifestazione interiore, così come noi la viviamo e come noi permanentemente l'avvertiamo · . È la vita così come essa si rivela essa stessa e appare interiormente, la sua auto-rivelazione: la vita è sia ciò che rivela sia ciò che è rivelato.

## Proprietà della vita fenomenica
Questa vita fenomenologica è per essenza invisibile, giacché essa non appare mai nell'esteriorità di un vedere, ma si rivela in se stessa senza scarto né distanza. Il fatto del vedere suppone in effetti l'esistenza di una distanza e di una separazione tra ciò che è visto e colui che vede, tra l'oggetto che è percepito e il soggetto che lo percepisce. Un sentimento, ad esempio, non si vede mai dall'esterno, non appare mai nell' « orizzonte di visibilità » del mondo, esso si sente e si prova dall'interno, nell'immanenza radicale della vita. L'amore non si vede, così come l'odio, i sentimenti si avvertono nel segreto del nostro cuore, là dove nessuno sguardo può penetrare.
Questa vita è composta dalla sensibilità e dall'affettività, è l'unità interiore della loro manifestazione; l'affettività, tuttavia, è l'essenza della sensibilità, così come Henry mostra nel suo libro sulla Essenza della manifestazione, il che significa che ogni sensazione è affettiva per natura. La vita fenomenologica è, secondo Henry, il fondamento di tutte le nostre esperienze soggettive (come l'esperienza soggettiva della tristezza, della visione di un colore o del piacere di bere dell'acqua fresca in estate) e di ciascuno dei nostri poteri soggettivi (il potere soggettivo, ad esempio, di muovere le mani o gli occhi).

## Vita fenomenica e vita biologica
Questa definizione fenomenologica della vita si fonda quindi sulla concreta esperienza soggettiva che noi facciamo della vita nella nostra esistenza e corrisponde di conseguenza alla vita umana. Circa le altre forme di vita, studiate dalla biologia e dalle quali Heidegger prende a prestito la sua concezione filosofica della vita, Michel Henry scrive nel suo libro C’est moi la Vérité. Pour une philosophie de christianisme : « Per chi vuole conoscere cosa è la vita, non è paradossale doverlo chiedere ai protozoi o, nel miglior caso, alle api ? Come se noi non avessimo con la vita che un rapporto del tutto esterno e fragile [come quello che abbiamo] con degli esseri di cui noi non sappiamo niente – che povera cosa ! Come se noi non fossimo noi stessi dei viventi ! »
Questa definizione lascia tuttavia da parte degli organismi viventi che non possono fare prova di sé, come ad esempio i vegetali. A meno che non si possa mettere in evidenza in essi l'esistenza di una certa forma di sensibilità, come sembra indicare il professor A. Tronchet nel suo libro dal titolo La sensibilité des plantes : « Il protoplasma delle cellule vegetali, come quello delle cellule animali, è dotato di irritabilità, vale a dire di una forma particolare di sensibilità, grazie alla quale è capace di essere affetto da eccitazioni di origine esterna o interna. »

## La Verità della Vita
Michel Henry espone nel suo libro C'est Moi la Vérité. Pour une philosophie du christianisme ciò che il cristianesimo considera come la Verità e che egli chiama la Verità della Vita. Egli mostra che questa concezione cristiana della Verità si oppone a quella che gli uomini considerano abitualmente come la verità, derivata dal pensiero greco e che egli chiama la verità del mondo. Ma cosa è la verità? La verità è ciò che si mostra e che prova così la sua realtà mediante la sua manifestazione effettiva in noi o nel mondo · .
La verità del mondo designa una verità esteriore e oggettiva, una verità nella quale ogni cosa appare sotto forma di un oggetto visibile dinanzi al nostro sguardo e a distanza di noi, vale a dire sotto forma di una rappresentazione che è distinta da ciò che essa mostra : quando noi guardiamo una mela, ciò che vediamo non è la mela in se stessa, ma una semplice immagine della mela che appare nella nostra sensibilità e che può cambiare a seconda dell'illuminazione o del nostro angolo di vista. Allo stesso modo, quando guardiamo il volto di una persona, non è la persona in se stessa che noi percepiamo, bensì una semplice immagine del suo volto, la sua apparenza visibile nel mondo. Secondo questa concezione della verità, la vita non è che un insieme di proprietà oggettive, caratterizzate per esempio dal bisogno di nutrirsi o dall'attitudine a riprodursi.
Nel cristianesimo, la Vita è riportata alla sua realtà interiore che è assolutamente soggettiva e radicalmente immanente. La Vita, considerata nella sua realtà fenomenologica, è semplicemente la facoltà e il potere soggettivo di avvertire delle sensazioni, dei piccoli piaceri o delle grandi pene, di provare dei desideri o dei sentimenti, di muovere il nostro corpo dall'interno esercitando uno sforzo soggettivo, o anche di pensare · . Tutte le sue facoltà possiedono la caratteristica fondamentale di apparire e di manifestarsi in se stesse, senza scarto né distanza, noi non le percepiamo all’esterno del nostro essere o dinanzi al nostro sguardo, ma solo in noi: noi coincidiamo con ciascuno di questi poteri. La Vita è, in se stessa, un potere di manifestazione e di rivelazione e ciò che essa manifesta è essa stessa, nella sua auto-rivelazione patetica. Un potere di rivelazione che è all'opera in noi in permanenza e che noi dimentichiamo costantemente · . 
La Verità della Vita è assolutamente soggettiva, vale a dire che è indipendente dalle nostre credenze e dai nostri gusti soggettivi: la percezione di una sensazione colorata o di un dolore, per esempio, non è una questione di preferenze personali, è un fatto e una esperienza interiore incontestabile che dipende dalla soggettività assoluta della Vita. La Verità della Vita non differisce quindi in niente da ciò che essa rende vero, essa non è distinta da ciò che si manifesta in essa. Questa Verità è la manifestazione stessa, nella sua pura rivelazione interiore: è quella Vita che il cristianesimo chiama Dio · .
La Verità della Vita non è una verità relativa variabile da un individuo all'altro, ma la Verità assoluta che fonda dall'interno ciascuna delle nostre facoltà e ciascuno dei nostri poteri, e che illumina la minore delle nostre impressioni. Questa Verità della Vita non è una verità astratta e indifferente ma è, al contrario, per l'uomo ciò che egli ha di più essenziale, poiché è essa sola che può condurlo alla salvezza identificandosi interiormente ad essa e divenendo Figli di Dio, invece di perdersi nel mondo ·  · .

### Libri filosofici di Michel Henry
- L'Essence de la manifestation, PUF, collection "Epiméthée", 1963, et réédition 1990
- Philosophie et Phénoménologie du corps, PUF, collection "Epiméthée", 1965, et réédition 1987
- Marx :
  - I. Une philosophie de la réalité, Gallimard, 1976, et collection "Tel", 1991
  - II. Une philosophie de l'économie, Gallimard, 1976, et collection "Tel", 1991
- Généalogie de la psychanalyse. Le commencement perdu, PUF, collection "Epiméthée", 1985
- La Barbarie, Grasset, 1987, et collection "Biblio Essais", 1988, PUF, collection "Quadridge", 2001
- Voir l'invisible, sur Kandinsky, Bourin-Julliard, 1988, PUF, collection "Quadridge", 2005, 2010
- Phénoménologie matérielle, PUF, collection "Epiméthée", 1990
- Du communisme au capitalisme. Théorie d'une catastrophe, Odile Jacob, 1990, et Éditions l'Age d'Homme, 2008
- C'est moi la Vérité. Pour une philosophie du christianisme, Éditions du Seuil, 1996
- Incarnation. Une philosophie de la chair, Éditions du Seuil, 2000
- Paroles du Christ, Éditions du Seuil, 2002

### Opere postume di Michel Henry
- Auto-donation. Entretiens et conférences, Éditions Prétentaine, 2002, réédition Beauchesne, 2004
- Le bonheur de Spinoza, PUF, collection "Epiméthée", 2003
- Phénoménologie de la vie :
  - Tome I. De la phénoménologie, PUF, collection "Epiméthée", 2003
  - Tome II. De la subjectivité, PUF, collection "Epiméthée", 2003
  - Tome III. De l'art et du politique, PUF, collection "Epiméthée", 2003
  - Tome IV. Sur l'éthique et la religion, PUF, collection "Epiméthée", 2004
- Entretiens, Éditions Sulliver, 2005
- Le socialisme selon Marx, Éditions Sulliver, 2008
- Pour une phénoménologie de la vie - entretien avec Olivier Salazar-Ferrer, suivi de Perspectives sur la phénoménologie matérielle par Grégori Jean & Jean Leclercq, Editions de Corlevour, 2010.

### Monografie in Francese
- Gabrielle Dufour-Kowalska: Michel Henry, un philosophe de la vie et de la praxis, Vrin, 1980, réédition 2000
- Dominique Janicaud: Le tournant théologique de la phénoménologie française, Éditions de l'éclat, 1991
- Gabrielle Dufour-Kowalska: L'Art et la sensibilité. De Kant à Michel Henry, Vrin, 1996
- Jad Hatem: Critique et affectivité. Rencontre de Michel Henry et de l'orient, Université Saint Joseph, Beyrouth, 2001
- Gabrielle Dufour-Kowalska: Michel Henry, passion et magnificence de la vie, Beauchesne, 2003
- Jad Hatem: Michel Henry, la parole de vie, L'Harmattan, 2003
- Rolf Kühn: Radicalité et passibilité. Pour une phénoménologie pratique, L'Harmattan, 2004
- Jad Hatem: Le sauveur et les viscères de l'être. Sur le gnosticisme et Michel Henry, L'Harmattan, 2004
- Jad Hatem: Christ et intersubjectivité chez Marcel, Stein, Wojtyla et Henry, L'Harmattan, 2004
- Sébastien Laoureux: L'immanence à la limite. Recherches sur la phénoménologie de Michel Henry, Éditions du Cerf, 2005
- Jad Hatem: Théologie de l'œuvre d'art mystique et messianique. Thérèse d'Avila, Andreï Roublev, Michel Henry, Bruxelles, Lessius, 2006.
- Antoine Vidalin: La parole de la vie. La phénoménologie de Michel Henry et l'intelligence chrétienne des Écritures, Parole et silence, 2006
- Paul Audi: Michel Henry : Une trajectoire philosophique, Les Belles Lettres, 2006
- Raphaël Gély: Rôles, action sociale et vie subjective. Recherches à partir de la phénoménologie de Michel Henry, Peter Lang, 2007
- Jad Hatem: L'Art comme autobiographie de la subjectivité absolue. Schelling, Balzac, Henry, Orizons, 2009
- Jean Reaidy: Michel Henry, la passion de naître : méditations phénoménologiques sur la naissance, Paris, L'Harmattan, 2009
- Frédéric Seyler, Barbarie ou Culture : L'éthique de l'affectivité dans la phénoménologie de Michel Henry, Paris, éditions Kimé, Collection "Philosophie en cours", 2010
- Antoine Vidalin, Acte du Christ et actes de l'homme. La théologie morale à l'épreuve de la phénoménologie de la vie, Parole et silence, 2012
- Rolf Kühn, Individuation et vie culturelle. Pour une phénoménologie radicale dans la perspective de Michel Henry, Leuven, Peeters, 2012.
- Rolf Kühn, L'abîme de l'épreuve. Phénoménologie matérielle en son archi-intelligibilité, Bruxelles, Peter Lang, 2012.
- Raphaël Gély, Imaginaire, perception, incarnation. Exercice phénoménologique à partir de Merleau-Ponty, Henry, et Sartre, Bruxelles, Peter Lang, 2012.
- Roland Vaschalde: À l'Orient de Michel Henry, Paris, éd. Orizons, 2014.

### Libri collettivi in Francese
- Jean-Michel Longneaux (éd.) (Actes du colloque de Namur 1999) : Retrouver la vie oubliée. Critiques et perspectives de la philosophie de Michel Henry, Presses Universitaires de Namur, 2000
- Alain David et Jean Greisch (éd.) (Actes du Colloque de Cerisy 1996) : Michel Henry, l'épreuve de la vie, Éditions du Cerf, 2001
- Philippe Capelle (éd.) : Phénoménologie et Christianisme chez Michel Henry, Éditions du Cerf, 2004
- Collectif (Actes du colloque de Montpellier 2003) : Michel Henry. Pensée de la vie et culture contemporaine, Beauchesne, 2006
- Jean-Marie Brohm et Jean Leclercq (conception et direction du dossier) : Michel Henry, Les Dossiers H, Éditions l'Age d'Homme, 2009
- Olivier Salazar-Ferrer, Michel Henry - Pour une phénoménologie de la vie - Entretien avec Olivier Salazar-Ferrer, Editions de Corlevour, 2010
- A. Jdey, R. Kühn (dir.), Michel Henry et l'affect de l'art. Recherches sur l'esthétique de la phénoménologie matérielle, Leiden, Brill Academic Publishers, 2011
- Grégori Jean, Jean Leclercq, Nicolas Monseu (éd.) (Actes du colloque de Louvain-la-Neuve 2010), La vie et les vivants. (Re-)lire Michel Henry, collection Empreintes philosophiques, Presses Universitaires de Louvain, 2013
- Grégori Jean, Jean Leclercq (éd.), Lectures de Michel Henry. Enjeux et perspectives, collection Empreintes philosophiques, Presses Universitaires de Louvain, 2014

### Libri in altre lingue
- (DE)  Rolf Kühn: Leiblichkeit als Lebendigkeit. Michel Henrys Lebensphänomenologie absoluter Subjektivität als Affektivität, Alber, 1992
- (EN)  Dominique Janicaud, et al. : Phenomenology and the Theological Turn: The French Debate, Fordham University Press, 2001
- (DE)  Rolf Kühn et Stefan Nowotny: Michel Henry. Zur Selbstentfaltung des Lebens und der Kultur, Alber, 2002
- (ES)  Mario Lipsitz: Eros y Nacimiento fuera de la ontología griega : Emmanuel Levinas y Michel Henry, Prometeo, 2004
- (IT)  Gioacchino Molteni: Introduzione a Michel Henry. La svolta della fenomenologia, Mimesis, 2005
- (IT)  Emanuele Marini: Vita, corpo e affettività nella fenomenologia di Michel Henry, Citadella, 2005
- (EN)  Michael O'Sullivan: Michel Henry: Incarnation, Barbarism and Belief – An Introduction to the work of Michel Henry, Peter Lang, 2006
- (IT)  Ivano Liberati: Dalla barbarie alla vita come auto-manifestazione. La proposta fenomenologica di Michel Henry, Aracne, 2010
- (EN)  Michelle Rebidoux: The Philosophy of Michel Henry: A French Christian Phenomenology of Life, Edwin Mellen Press, 2012
- (IT)  Roberto Formisano: Dalla "critica della trascendenza" alla "fenomenologia della vita". Alle radici del percorso teoretico di Michel Henry, D.U. Press, 2013